# Wartostrada

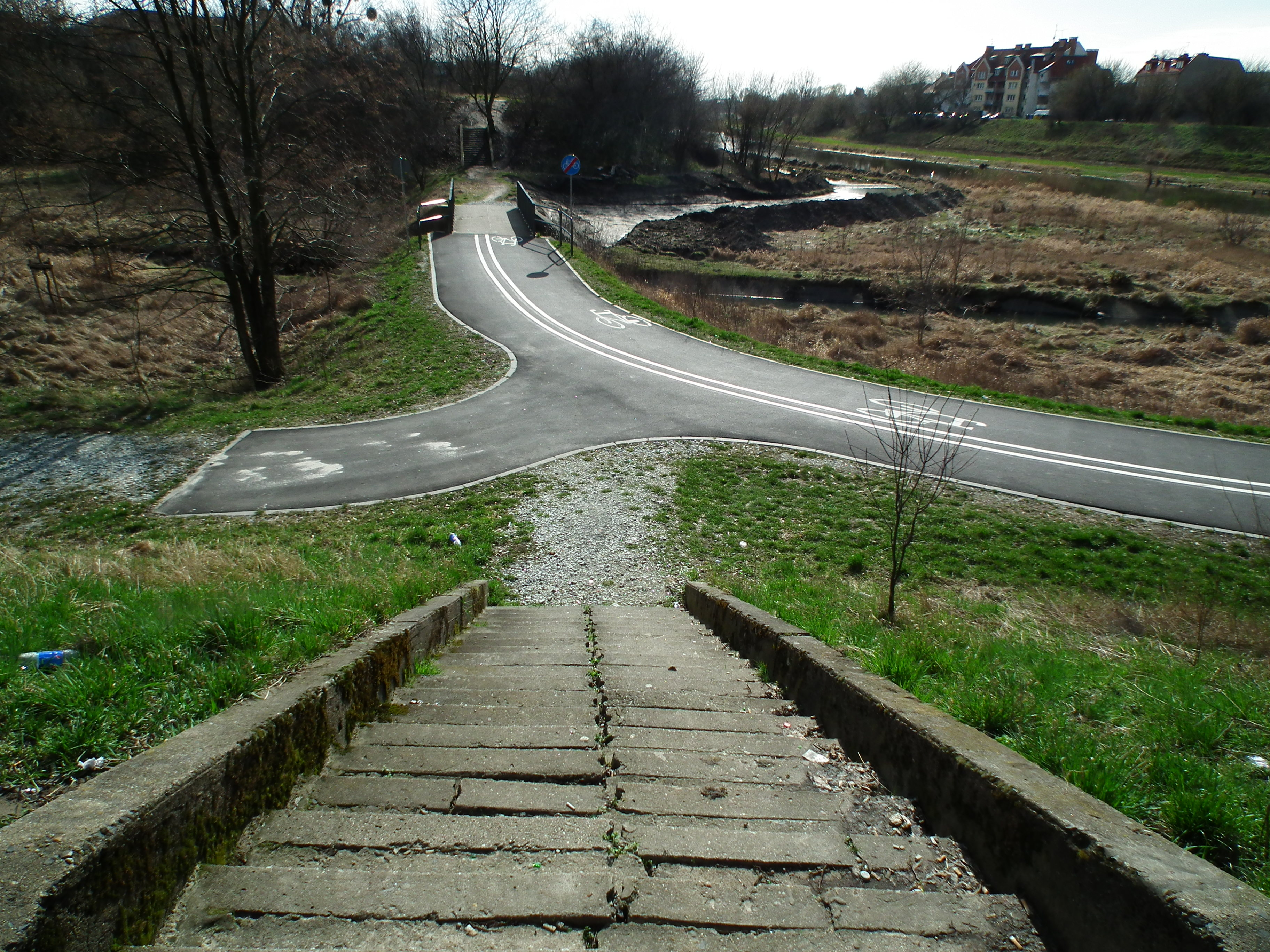
Poznańska Wartostrada w rejonie Ronda Śródka

Wartostrada – układ ciągów pieszo-rowerowych wzdłuż rzeki Warty, których budowę rozpoczęto w 2011 roku. Nawierzchnia wykonana jest głównie asfaltu, a także pobocze częściowo z naturalnego tłucznia dla biegaczy. Założeniem projektu jest umożliwienie uprawiania sportów w sąsiedztwie rzeki Warty, ale również poprawa atrakcyjności terenów nadwarciańskich i ich dostępności. Wartostrada obejmuje dwie trasy o łącznej długości 13,6 km.

## Historia projektu

### 2011 – 2014 r.
Budowa układu została poprzedzona opracowaniem na zlecenie Wydziału Ochrony Środowiska Urzędu Miasta Poznania dokumentu pn. „Koncepcja i optymalizacja poprowadzenia układu pieszo-rowerowego (dróg pieszych i rowerowych) Wartostrada w dolinie rzeki Warty na terenie zalewowym i na wałach wraz z układem włączeń do komunikacji poprzecznej”.
Do końca 2014 roku wybudowano następujące odcinki Wartostrady:
1. wzdłuż Parku Szelągowskiego,
2. wzdłuż ul. Nadbrzeże,
3. wzdłuż ul. Ewangelickiej.

Wzdłuż przebiegu ścieżki pieszo-rowerowej zaplanowano utworzenie szlaku turystycznego, na którego trasie znalazłoby się m.in. Brama Poznania czy bezkolizyjny przejazd śluzą Cybińską – łącznik terenów nadwarciańskich z terenami jeziora Malta.

### 2015 – 2020 r.
Przedmiotem projektu była budowa i przebudowa ciągu rowerowo-pieszego Wartostrada po obu stronach rzeki Warty w Poznaniu od Mostu Lecha na północ do Mostu Przemysła I na południe. Planuje się też budowę nowego energooszczędnego oświetlenia ulicznego i monitoringu wizyjnego oraz montaż elementów małej architektury, w tym 2 punkty zliczania rowerów, zadaszonych stojaków rowerowych i samoobsługowych punktów naprawy rowerów. Beneficjentem projektu jest Miasto Poznań, łączna wartość projektu wyniosła 21649427,77 zł, z czego 16399 441,51 zł zostało dofinansowane przez UE.
Projekt zakłada remont 4 istniejących oraz budowę 7 nowych odcinków trasy:
- Odc. 1 Most Przemysła I – Most Królowej Jadwigi (zakres: instalacja systemu monitoringu wizyjnego na trasie, oświetlenia efektywnego energetycznie oraz małej architektury).
- Odc. 2 Most Królowej Jadwigi – Most św. Rocha (zakres: modernizacja istniejącej nawierzchni ciągu rowerowego, instalacja systemu monitoringu wizyjnego na trasie, oświetlenia efektywnego energetycznie oraz małej architektury).
- Fragment wschodniej części Wartostrady

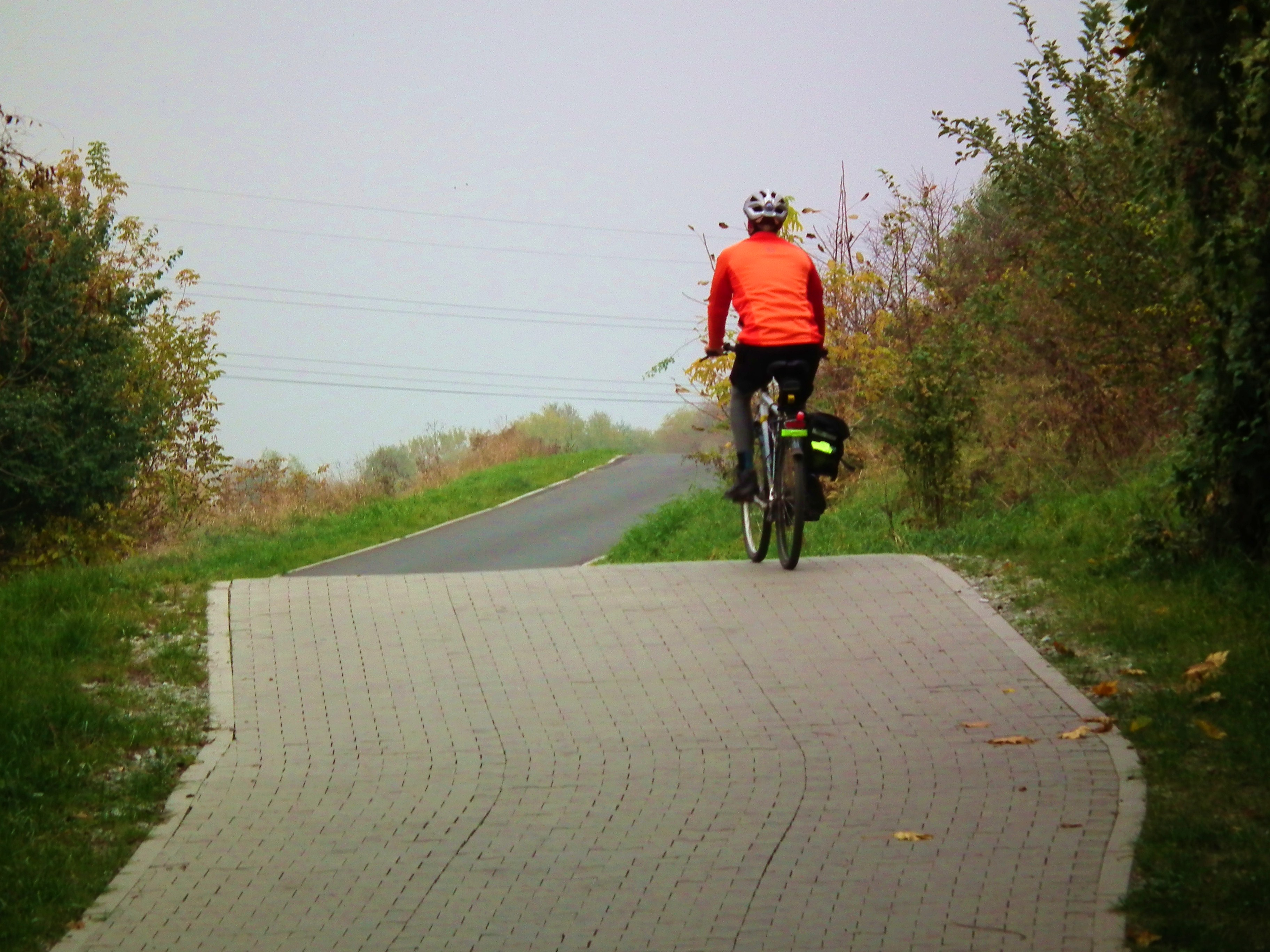
Fragment wschodniej części Wartostrady

Odc. 3 Most św. Rocha – ul. Czartoria (zakres: instalacja systemu monitoringu wizyjnego na trasie, oświetlenia efektywnego energetycznie oraz małej architektury i punktu zliczania rowerów).
- Odc. 3a Most Królowej Jadwigi – Park w Starym Korycie Warty (zakres: budowa nowej konstrukcji nawierzchni ciągu rowerowego, instalacja systemu monitoringu wizyjnego na trasie, oświetlenia efektywnego energetycznie oraz małej architektury)[6].
- Odc. 4 ul. Czartoria – ul. Chwaliszewo i Most Bolesława Chrobrego (zakres: budowa nowej konstrukcji nawierzchni ciągu rowerowego, instalacja systemu monitoringu wizyjnego na trasie, oświetlenia efektywnego energetycznie oraz małej architektury).
- Odc. 5 równolegle do ul. Szelągowskiej, w Parku Szelągowskim do ul. Serbskiej (zakres: instalacja systemu monitoringu wizyjnego na trasie, oświetlenia efektywnego energetycznie oraz małej architektury).
- Odc. 6 rzeka Główna – rzeka Cybina (zakres: instalacja systemu monitoringu wizyjnego na trasie, oświetlenia efektywnego energetycznie oraz małej architektury).
- Odc. 7 w sąsiedztwie Bramy Poznania (zakres: budowa nowej konstrukcji nawierzchni ciągu rowerowego, instalacja systemu monitoringu wizyjnego na trasie, oświetlenia efektywnego energetycznie oraz małej architektury),
- Odc. 8 Wartostrada – Jezioro Maltańskie, łącznik Wartostrady z Jeziorem Maltańskim (zakres: budowa nowej konstrukcji nawierzchni ciągu rowerowego oraz budowa kładki i przepustu do przeprowadzenia projektowanego ciągu, instalacja systemu monitoringu wizyjnego na trasie, oświetlenia efektywnego energetycznie),
- Odc. 9 rzeka Cybina – Most Królowej Jadwigi (instalacja systemu monitoringu wizyjnego na trasie i oświetlenia efektywnego energetycznie),
- Odc. 10 Most Królowej Jadwigi – Most Przemysła I w Parku nad Wartą (zakres: modernizacja istniejącej nawierzchni ciągu rowerowego, instalacja systemu monitoringu wizyjnego na trasie, oświetlenia efektywnego energetycznie oraz małej architektury i punktu zliczania rowerów)[5].

#### Efekty realizacji projektu
- Długość wspartej infrastruktury rowerowej – 13,14 km
- Liczba wybudowanych obiektów „Bike&Ride” – 3 szt.
- Liczba stanowisk postojowych w wybudowanych obiektach „Bike&Ride” – 36 szt.
- Liczba nowych/zmodernizowanych punktów świetlnych – 481 szt.
- Liczba akcji i kampanii informacyjno-promocyjnych – 1 szt.
- Szacowny roczny spadek emisji gazów cieplarnianych – 113,31 ton CO2
- Zakładana liczba osób korzystających z wybudowanych dróg rowerowych – 216 508 osób/rok[5]

### 2020 – 2022 r.
Nazwa projektu – Budowa Wartostrady pieszo-rowerowej w Poznaniu wraz z oświetleniem, monitoringiem wizyjnym oraz małą architekturą – etap II – odcinek 10 Wartostrady.
Dysponentem zadania jest Biuro Koordynacji Projektów i Rewitalizacji Miasta Poznania, z kolei jego celem inwestycji był remont odcinka Wartostrady pomiędzy mostem Królowej Jadwigi i Przemysła I. Zakładane terminy realizacji projektu to wrzesień 2020 – styczeń 2022. Realizację zadania inwestycyjnego, związanego z odc.10, zakończono w styczniu 2022 r. W lutym 2022 trwały prace projektowe związane z planowaną budową łącznika pomiędzy odc. 10 Wartostrady a ścieżką rowerową w ul. Hetmańskiej.